# EBYSL 2019/20
Die Saison 2019/20 der Erste Bank Young Stars League (kurz: EBYSL) war die achte Austragung der höchsten Nachwuchsliga im österreichischen Eishockey, die außerdem – als Juniorenliga der supranationalen Erste Bank Eishockey Liga – Mannschaften aus Österreich, Slowenien, Ungarn und Kroatien umfasst. Die Saison startete am 1. September 2019 und endete im März 2020 mit einem Abbruch der Meisterschaft aufgrund der COVID-19-Pandemie in Österreich.

## Teilnehmende Mannschaften
Die Liga umfasste mit den Teilnehmern des ITC zwölf Mannschaften. Nicht mehr an der Liga nahmen der Debreceni HK, Győri ETO HC, Orli Znojmo, Hokiklub Budapest und HD Jesenice teil. Neue Teilnehmer waren das Team Ljubljana, KHL Medveščak Zagreb und Vasas HC.
| EBYSL                         | International (ITC)  |
| ----------------------------- | -------------------- |
| EC Red Bull Salzburg          | Fehérvár AV19        |
| EC VSV                        | KHL Medveščak Zagreb |
| Eishockey Akademie Steiermark | MAC Budapest         |
| HC Innsbruck                  | Team Ljubljana       |
| Okanagan Hockey Club Europe   | UTE Budapest         |
| Vienna Capitals               | Vasas HC             |

## Modus
Aufgrund des verstärkten Fokus des ÖEHV auf die Erste Bank Juniors League und die Alps Hockey League wurde der Spielbetrieb der U20-Nachwuchsmeisterschaft zur Saison 2019/20 reformiert.
Der EBYSL-Bewerb und damit die österreichische U20-Staatsmeisterschaft wird ausschließlich mit Teams aus Österreich ausgetragen, die in einer Gruppe mit 6 Mannschaften spielen.
Der Grunddurchgang wird mit einer 2,5 Hin- und Rückrunde in der Gruppe gespielt. Insgesamt sind es 25 Spiele pro Mannschaft im Grunddurchgang.
Parallel zur EBYSL wird das U20 International Tournament Championship ausgespielt, das in Form mehrerer Turniere mit internationalen Teams und insgesamt 12 Mannschaften ausgetragen wird. Die Tabelle dieser internationalen Meisterschaft (ITC) werden separat für österreichische und internationale Teams geführt.

## EBYSL

### Grunddurchgang
| Rang | Team                   | Sp | S  | N  | SNV | NNV | Tore   | Punkte |
| ---- | ---------------------- | -- | -- | -- | --- | --- | ------ | ------ |
| 1.   | EC Salzburg            | 25 | 15 | 8  | 1   | 1   | 100:67 | 48     |
| 2.   | HC Innsbruck           | 25 | 12 | 9  | 3   | 1   | 86:82  | 43     |
| 3.   | Okanagan HC Europe     | 25 | 12 | 9  | 0   | 4   | 80:70  | 40     |
| 4.   | EA Steiermark          | 25 | 10 | 11 | 3   | 1   | 80:74  | 37     |
| 5.   | Vienna Capitals Silver | 25 | 8  | 13 | 3   | 1   | 60:80  | 31     |
| 6.   | EC VSV                 | 25 | 8  | 15 | 0   | 2   | 64:97  | 26     |

### Viertelfinale
- EC VSV – Okanagan HC Europe 8:3 (2:1, 3:0, 3:2)
- Okanagan HC Europe  – EC VSV 2:3 (2:0, 0:2, 0:1)

- Vienna Capitals Silver – EA Steiermark 4:3 (2:1, 1:2, 1:0)
- EA Steiermark – Vienna Capitals Silver 7:0 (1:0, 3:0, 3:0)

### Halbfinale
- EC Salzburg – EA Steiermark
- HC Innsbruck – EC VSV

Die Halbfinal- und Finalspiele wurden aufgrund der COVID-19-Pandemie abgesagt.

## U20 International Tournament Championship

### ITC Österreich
| Rang | Team                          | Sp | S | N | SNV | NNV | T  | GT | TVH | Punkte |
| ---- | ----------------------------- | -- | - | - | --- | --- | -- | -- | --- | ------ |
| 1    | Okanagan Hockey Club Europe   | 6  | 3 | 3 | 0   | 0   | 18 | 13 | +5  | 9      |
| 2    | Eishockey Akademie Steiermark | 6  | 3 | 3 | 0   | 0   | 16 | 17 | −1  | 9      |
| 3    | HC Innsbruck                  | 6  | 2 | 3 | 0   | 1   | 20 | 27 | −7  | 7      |
| 4    | EC Red Bull Salzburg          | 6  | 2 | 4 | 0   | 0   | 11 | 23 | −12 | 6      |
| 5    | EC VSV                        | 6  | 1 | 4 | 0   | 1   | 14 | 23 | −9  | 4      |
| 6    | Vienna Capitals               | 6  | 0 | 6 | 0   | 0   | 11 | 33 | −22 | 0      |

### ITC International
| Rang | Team                 | Sp | S | N | SNV | NNV | T  | GT | TVH | Punkte |
| ---- | -------------------- | -- | - | - | --- | --- | -- | -- | --- | ------ |
| 1    | Fehérvár AV19        | 6  | 6 | 0 | 0   | 0   | 31 | 7  | +24 | 18     |
| 2    | MAC Budapest         | 6  | 6 | 0 | 0   | 0   | 31 | 8  | +23 | 18     |
| 3    | Team Ljubljana       | 6  | 4 | 1 | 1   | 0   | 28 | 15 | +13 | 14     |
| 4    | UTE Budapest         | 6  | 3 | 2 | 1   | 0   | 21 | 14 | +7  | 11     |
| 5    | KHL Medveščak Zagreb | 6  | 3 | 3 | 0   | 0   | 15 | 19 | −4  | 9      |
| 6    | Vasas HC             | 6  | 1 | 5 | 0   | 0   | 10 | 27 | −17 | 3      |

### ITC Finalturnier
Halbfinale
- Okanagan Hockey Club Europe – MAC Budapest 1:2 OT (0:1, 0:0, 1:0, 0:1)
- Hydro Fehervar AV19 – Eishockey Akademie Steiermark 8:0 (1:0, 5:0, 2:0)
- Hydro Fehervar AV19 – Okanagan Hockey Club Europe 3:2 (1:0, 1:0, 1:2)
- Eishockey Akademie Steiermark – MAC Budapest 2:5 (0:2, 2:0, 0:3)

Spiel um Platz 3
- Eishockey Akademie Steiermark – Okanagan Hockey Club Europe 4:2 (2:2, 2:0, 0:0)

Finale
- MAC Budapest – Hydro Fehervar AV19 5:1 (2:0, 2:0, 1:1)

Im Finale setzte sich MAC Budapest gegen den ungarischen Konkurrenten Fehérvár AV19 mit 5:1 durch.